# KCNMB4
KCNMB4 (англ. Potassium calcium-activated channel subfamily M regulatory beta subunit 4) – білок, який кодується однойменним геном, розташованим у людей на короткому плечі 12-ї хромосоми. Довжина поліпептидного ланцюга білка становить 210 амінокислот, а молекулярна маса — 23 949.
| 10         |  | 20         |  | 30         |  | 40         |  | 50         |
| ---------- |  | ---------- |  | ---------- |  | ---------- |  | ---------- |
| MAKLRVAYEY |  | TEAEDKSIRL |  | GLFLIISGVV |  | SLFIFGFCWL |  | SPALQDLQAT |
| EANCTVLSVQ |  | QIGEVFECTF |  | TCGADCRGTS |  | QYPCVQVYVN |  | NSESNSRALL |
| HSDEHQLLTN |  | PKCSYIPPCK |  | RENQKNLESV |  | MNWQQYWKDE |  | IGSQPFTCYF |
| NQHQRPDDVL |  | LHRTHDEIVL |  | LHCFLWPLVT |  | FVVGVLIVVL |  | TICAKSLAVK |
| AEAMKKRKFS |  |            |  |            |  |            |  |            |

A: Аланін

C: Цистеїн

D: Аспарагінова кислота

E: Глутамінова кислота

F: Фенілаланін

G: Гліцин

H: Гістидин

I: Ізолейцин

K: Лізин

L: Лейцин

M: Метіонін

N: Аспарагін

P: Пролін

Q: Глутамін

R: Аргінін

S: Серин

T: Треонін

V: Валін

W: Триптофан

Кодований геном білок за функціями належить до іонних каналів, фосфопротеїнів. 
Задіяний у таких біологічних процесах, як транспорт іонів, транспорт. 
Локалізований у мембрані.